# الحلفاوين

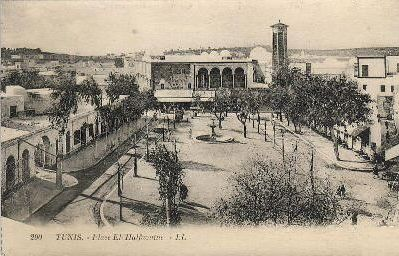
ساحة الحلفاوين في مطلع

الحَلْفَأوِين حي من أحياء مدينة تونس (مدينة) العتيقة، يقع قرب حي باب السويقة. أصبح هذا الحي مشهورًا عالميًا بعد إصدار فيلم عصفور السطح عام 1990، الذي صوره فيه المخرج التونسي فريد بوغدير.